# Jacek Żakowski

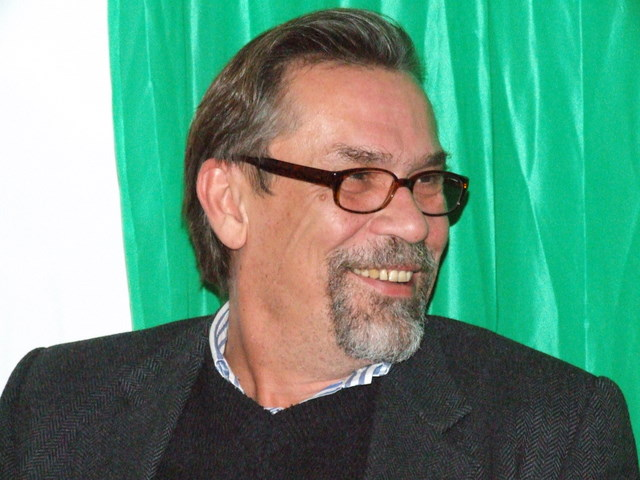
Jacek Żakowski (2006)

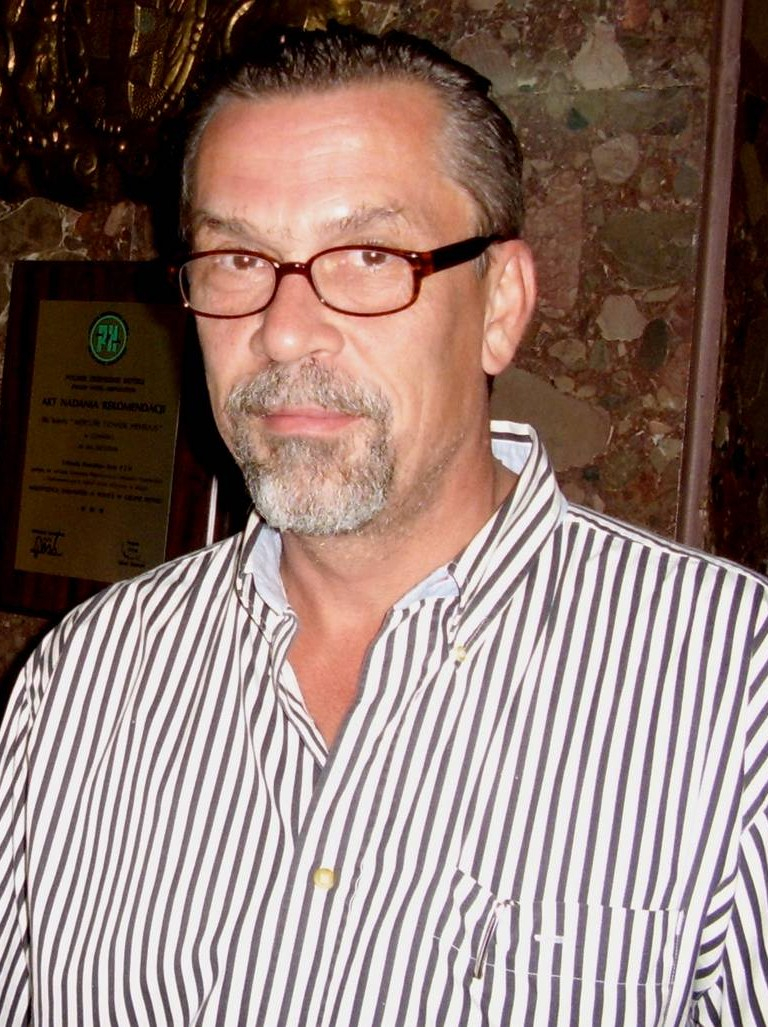
Jacek Żakowski (2007)

Jacek Wojciech Żakowski (anhörenⓘ) (* 17. August 1957 in Warschau) ist ein polnischer Journalist und politischer Schriftsteller.
Żakowski absolvierte 1981 die Fakultät für Journalistik und Politische Wissenschaften an der Warschauer Universität. Noch vor der Einführung des Kriegsrechtes am 13. Dezember 1981 wurde er bei der Pfadfinderzeitschrift „Na przełaj“ angestellt.
Gemäß dem Kriegsrecht wurde das Erscheinen der Zeitschrift eingestellt. Żakowski wirkte bei dem illegalen Pressebüro der Solidarność. Offiziell wurde er Mitarbeiter der katholischen Monatsschrift „Powściągliwość i Praca“ (Selbstbeherrschung und Arbeit) herausgegeben von der Kongregation vom Heiligen Erzengel Michael.
Nach der Wende 1989 wurde er Mitbegründer von Gazeta Wyborcza. Gegenwärtig ist er ständiger Mitarbeiter des Nachrichtenmagazins Polityka, liefert Kommentare für Gazeta Wyborcza und moderiert freitags Morgensendungen im Nachrichtensender Radio Tok FM sowie montags im Nachrichtenfernsehen TVN. Außerdem ist er Lehrstuhlinhaber für Journalismus am Collegium Civitas in Warschau.